# Volker Beck (athlétisme)
Pour les articles homonymes, voir Volker Beck et Beck.
Volker Beck, né le 30 juin 1956 à Nordhausen (Thuringe), est un athlète est-allemand. Il a remporté le titre olympique sur 400 m haies aux Jeux olympiques d'été de 1980.
Avec l'absence pour cause de boycott des États-Unis du meilleur spécialiste de la fin des années 1970 et des années 1980, Edwin Moses, Volker Beck avait les meilleures chances de devenir champion olympique. À Moscou, il a facilement gagné le 400 m haies, battant le Soviétique Vasili Arkhipenko dans ce qui a été la finale olympique la plus lente depuis 1964.
Il remporta encore l'argent avec le relais 4 × 400 m, étant battu comme dernier relayeur par le Soviétique Viktor Markin.

## Palmarès

### Jeux olympiques d'été
- Jeux olympiques d'été de 1980 à Moscou (URSS)
  -  Médaille d'or sur 400 m haies
  -  Médaille d'argent en relais 4 × 400 m